# وانگ ژنی
وانگ ژنی (چینی ساده‌شده: 王贞仪; چینی سنتی: 王貞儀; پین‌یین: Wáng Zhēnyí؛ ۱۷۶۸–۱۷۹۷؛ با لقب دِچینگ (德卿))، که با عنوان «مورخ زن جینلینگ و جیانگنینگ» (金陵女史) نیز شناخته می‌شود، دانشمند برجسته چینی از دوران سلسله چینگ بود.
او به عنوان «زنی خارق‌العاده از قرن هجدهم چین» توصیف شده است. وانگ ژنی تحصیلات خود را در موضوعات مختلف دنبال کرد و به دلیل مشارکت‌های ارزشمندش در زمینه نجوم، ریاضیات و شعر شهرت یافت.

## زندگی‌نامه
زادگاه اجدادی وانگ ژنی در استان آن‌هوئی قرار داشت، اما خانواده پدربزرگ او بعدها به جیانگ‌نینگ (که امروزه به نانجینگ شناخته می‌شود) نقل مکان کردند.
وانگ ژنی تحت سرپرستی پدربزرگ، مادربزرگ و پدرش پرورش یافت. پدربزرگ او، وانگ جه‌فو (王者辅)، فرماندار شهرستان فنگ‌چنگ و منطقه شوانهوا بود. او که خواننده‌ای پرشور بود، یک مجموعه کتاب بزرگ را نگهداری می‌کرد. پدرش، وانگ شی‌چن، نتوانست در امتحانات امپراتوری موفق شود و به جای آن به مطالعه علم پزشکی روی آورد. او یافته‌های خود را در مجموعه‌ای چهار جلدی با عنوان ییفانگ یانچائو (مجموعه دستورالعمل‌های پزشکی) ثبت کرد.
پدربزرگ وانگ، دانش نجوم را به او آموخت، مادربزرگش او را با شعر آشنا کرد؛ و پدرش، علم پزشکی، جغرافیا و ریاضیات را به او آموزش داد.
از سن نه‌سالگی، وانگ ژنی آموزش نوشتن شعر و مقاله را آغاز کرد و بر موضوعات مرتبط با وضعیت انسانی تمرکز نمود. در سال ۱۷۸۲، پس از درگذشت پدربزرگش وانگ جه‌فو، خانواده او برای مراسم خاکسپاری به جی‌لین، نزدیک دیوار بزرگ چین، سفر کردند. وانگ همراه با مادربزرگ و پدرش برای سوگواری به خارج از دیوار بزرگ رفت و به مدت چهار سال در آنجا اقامت کرد، جایی که تحت آموزش بانو بو چیان‌یائو قرار گرفت. در اینجا، ژنی علاوه بر مطالعه مجموعه کتاب‌های پدربزرگش، مهارت‌های سوارکاری، تیراندازی و هنرهای رزمی را از همسر یک ژنرال مغول به نام Aa فرا گرفت.
او به مدت پنج سال در بخش شوانهوا سکونت داشت. پس از آن، همراه با مادربزرگ و پدرش به نقاط مختلفی از جمله پکن، شاآنشی، هوبئی، گوانگ‌دونگ و آن‌هوئی سفر کرد. در طی این سفرها، او از اماکن تاریخی متعدد بازدید کرد و تجربیات گسترده‌ای از جنبه‌های مختلف جامعه به دست آورد.
در سن ۱۶ سالگی، وانگ ژنی همراه با پدرش به مناطق جنوب رود یانگ‌تسه سفر کرد و سپس به پایتخت بازگشت. در این سفرها، او فرصت دیدن جاهایی مانند شاآنشی، هوبئی و گوانگ‌دونگ را پیدا کرد.
در ۱۸ سالگی، او از طریق شعرهایش با دانش‌پژوهان زن در جیانگ‌نینگ دوست شد و شروع به تمرکز بر مطالعات خود در زمینه نجوم و ریاضیات کرد که بیشتر آن‌ها را به صورت خودآموز فرا گرفت.
در ۲۵ سالگی، وانگ با ژان می از شهر شوانچنگ در استان آن‌هوئی ازدواج کرد. پس از ازدواج، شهرت او به‌خاطر اشعارش و دانشش در ریاضیات و نجوم بیشتر شد و حتی به برخی از دانشجویان مرد نیز آموزش داد.
وانگ ژنی در سن ۲۹ سالگی درگذشت و هیچ فرزندی نداشت.

## دستاوردهای علمی
اگرچه وانگ ژنی تنها تا سن ۲۹ سالگی زندگی کرد، اما مشارکت‌های برجسته‌ای در مطالعات علمی نجوم و ریاضیات داشت. یکی از مهم‌ترین دستاوردهای او، ارائه دیدگاه‌هایش دربارهٔ پدیده‌های آسمانی در مقاله‌ای با عنوان اختلاف در فرایند اعتدالین بود. او توانست حرکت اعتدالین را توضیح داده و اثبات کند و همچنین روش محاسبه این حرکت را تشریح کند.
وانگ در این مقاله به تعداد ستارگان، جهت چرخش خورشید، ماه و سیارات زهره، مشتری، مریخ، عطارد و زحل اشاره کرد و همچنین رابطه میان خورشیدگرفتگی و ماه‌گرفتگی را شرح داد. او نه تنها به مطالعه پژوهش‌های نجومی دیگران پرداخت، بلکه تحقیقات اصیل خود را نیز انجام داد.
در آن دوران، تعداد کمی از پژوهشگران در حوزه دانش جدید محاسبات تقویمی نجومی فعال بودند. همچنین، زنان با محدودیت‌های جدی برای مطالعه نجوم تقویمی مواجه بودند، زیرا این مطالعات در خلوت برای آنان مناسب تلقی نمی‌شد. با وجود این موانع، وانگ ژنی تحقیقات خود را در زمینه نجوم چینی و غربی ادامه داد و چندین اثر در این زمینه نوشت. از میان آثار او، تنها حدود ده مقاله، از جمله توضیحی بر ماه‌گرفتگی و توضیحی بر آسمان پرستاره، باقی مانده است.